# Светомузыкальный фонтан в Царицыне
Светомузыка́льный фонта́н в Цари́цыне (Пою́щий фонтан) — один из самых больших фонтанов Москвы, установлен на острове Подкова в акватории Царицынского пруда. На его месте во времена правления Екатерины Великой был пруд, около которого устраивали развлечения. Фонтан открыт в 2007 году. В июле 2018 года в системе «Активный гражданин» прошло голосование, по итогам которого жители района Орехово-Борисово Южное назвали фонтан в Царицыне самым красивым в Москве.
Разработка светомузыкального фонтана началась в 2006 году во время реконструкции парка Царицыно. Открытие состоялось 29 апреля 2007 года и было приурочено к празднованию Дня города Москвы. Диаметр сооружения — 52 метра. Фонтан представляет собой чашу, площадь которой составляет 2400 м². Глубина воды в ней — 1,2—1,5 метра. Фонтан в Царицыне — один из немногих, у которых основной механизм расположен сверху: в чаше установлено 82 насоса фирмы «Grundfos» мощностью от 7 до 45 киловатт. Они подают воду в форсунки и позволяют регулировать напор и уровень струй. Все 915 струй могут подниматься на высоту до 15 метров в такт музыкальному и световому оформлению. Управление фонтаном осуществляется дистанционно. В фонтане используются специальные фильтры. По мнению журналистов газеты «Аргументы и факты», фонтан в Царицыне является самым чистым в столице.
Световые эффекты фонтана обеспечивают 2583 подводных светильника. Вместе с фонтаном подсвечивают Большой дворец и Большой мост, перекинутый через овраг. Основу музыкальных программ составляет классическая музыка отечественных и зарубежных композиторов и включает в себя около 60 произведений. Линии управления световым и струйным дизайном позволяют создавать неограниченное число художественных композиций. В фонтане установлена акустическая система, благодаря которой музыку слышно с любого берега паркового пруда.
Конструкция чувствительна к низким температурам, поэтому после закрытия сезона фонтан консервируют. В начале проводятся очистительные работы: чашу осушают, промывают и демонтируют насосы и электромагнитные клапаны. Затем фонтан полностью накрывают специальным воздухоопорным куполом, который состоит из восьми секторов и центральной соединительной части. Вес одного сектора — болтов и пластин — составляет 400 кг. Это единственный фонтан в Москве, консервирующийся подобным способом. В зимний период под куполом проходят профилактические работы, а в 2018 году фонтан планово отремонтировали, устаревшие светодиодные светильники заменили.
Защитный купол демонтируют в начале весны, весь процесс занимает от семи до девяти дней, после чего специалисты приступают к подготовке фонтана к сезону: монтируют электронные компоненты и светильники, проверяют насосы. Перед запуском чашу фонтана омывают специальным раствором, устанавливают форсунки и делают пробный запуск с чистой водой. Финальная стадия подготовки фонтана занимает 25 дней.

Светомузыкальный фонтан в Царицыне
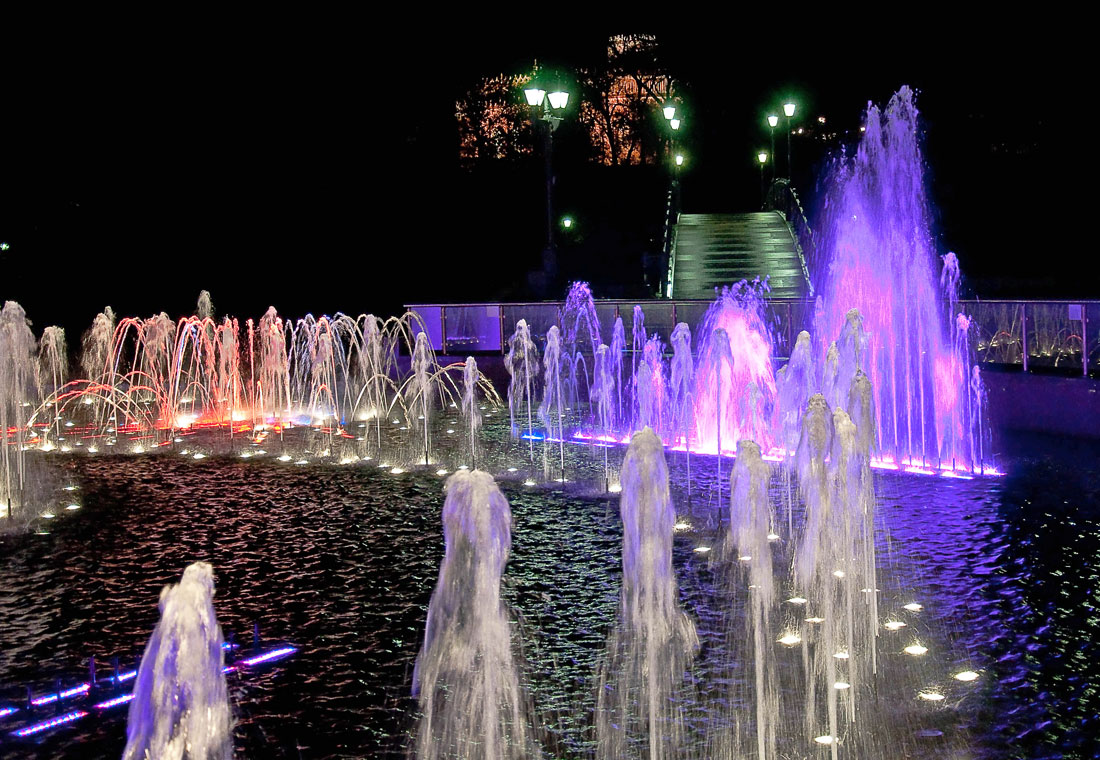
Фонтан в тёмное время суток, 2010 год
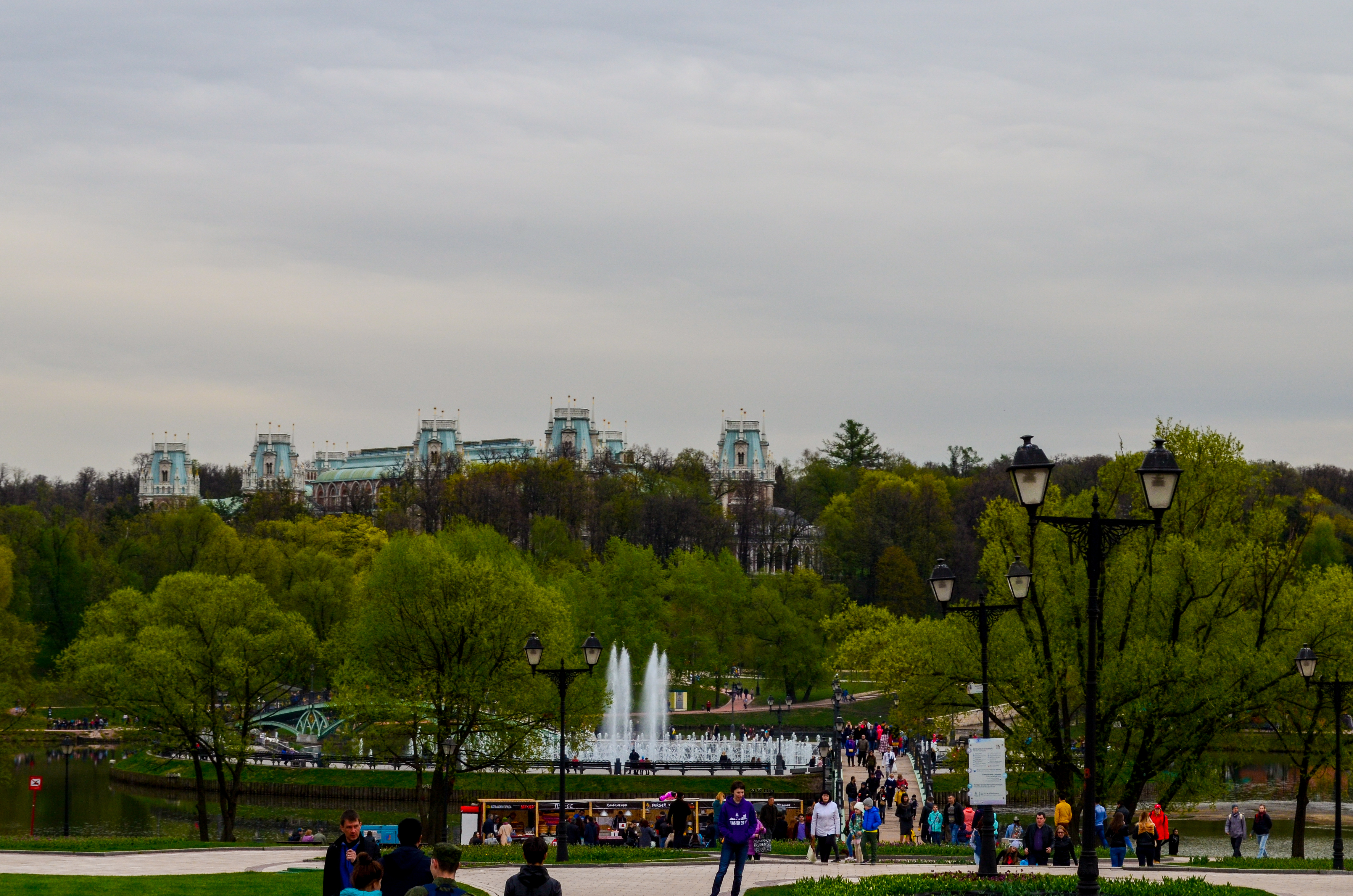
Парк Царицыно с видом на фонтан, 2017 год
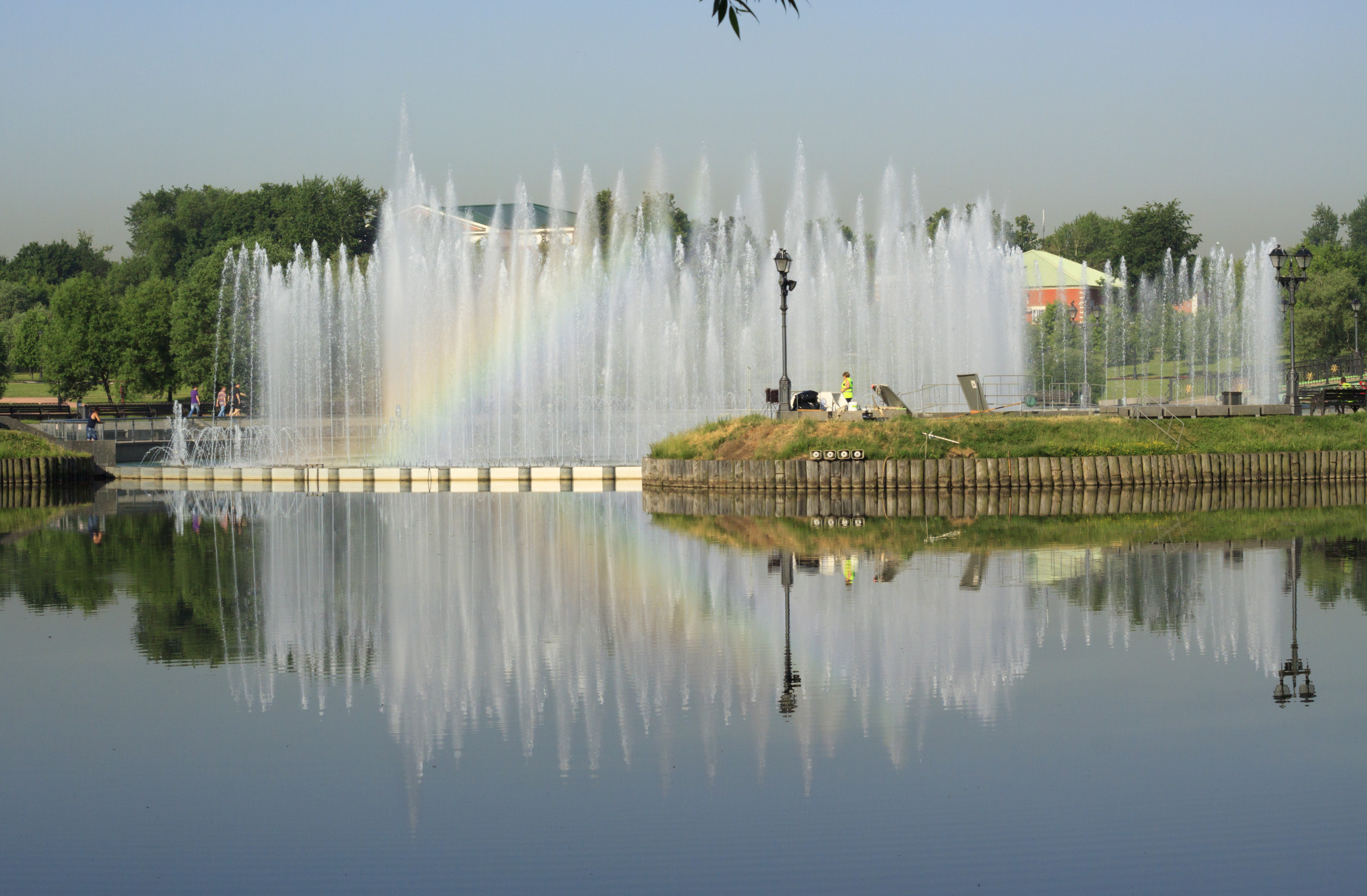
Струи фонтана, 2014 год
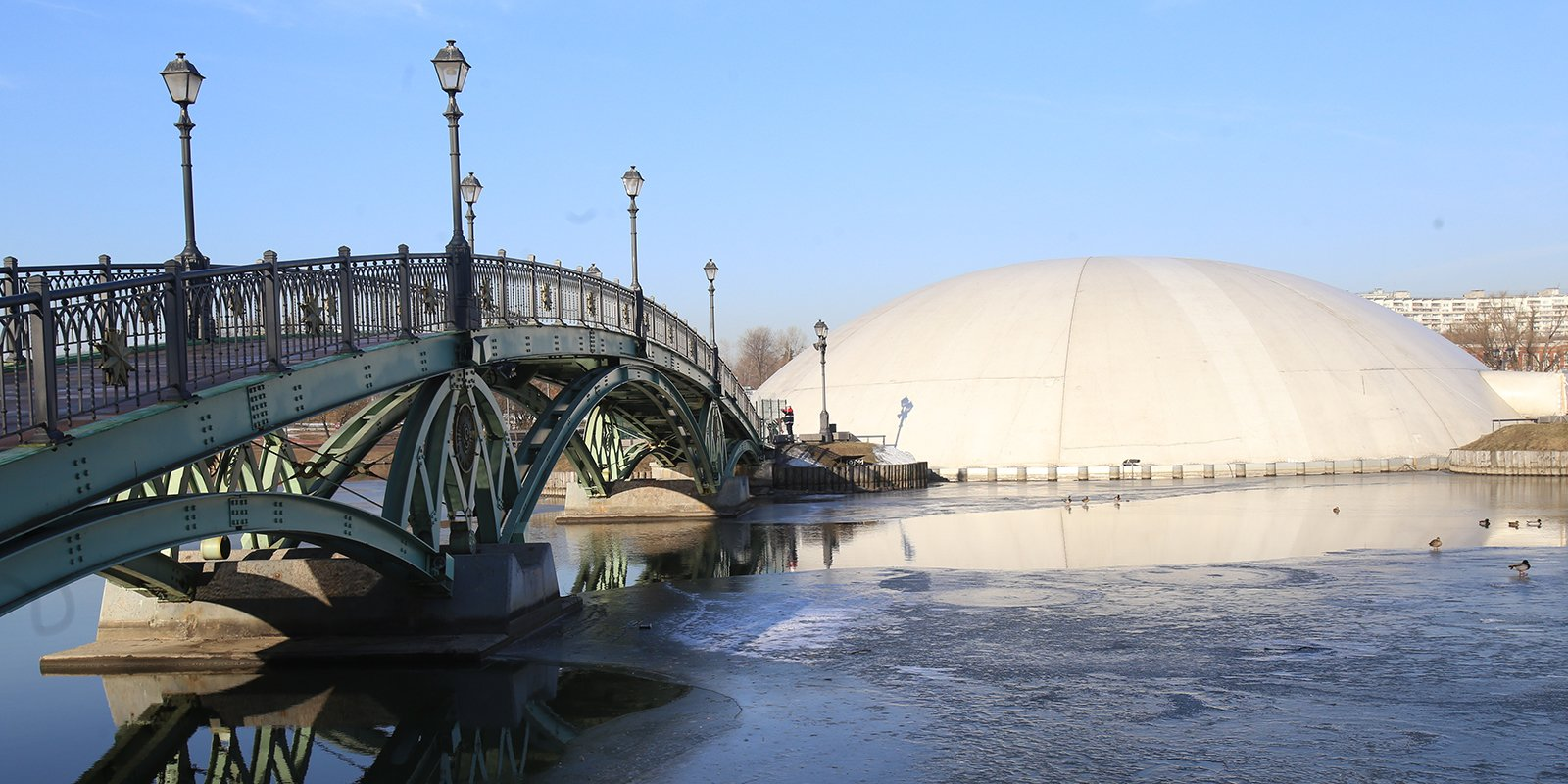
Консервация фонтана, 2018 год
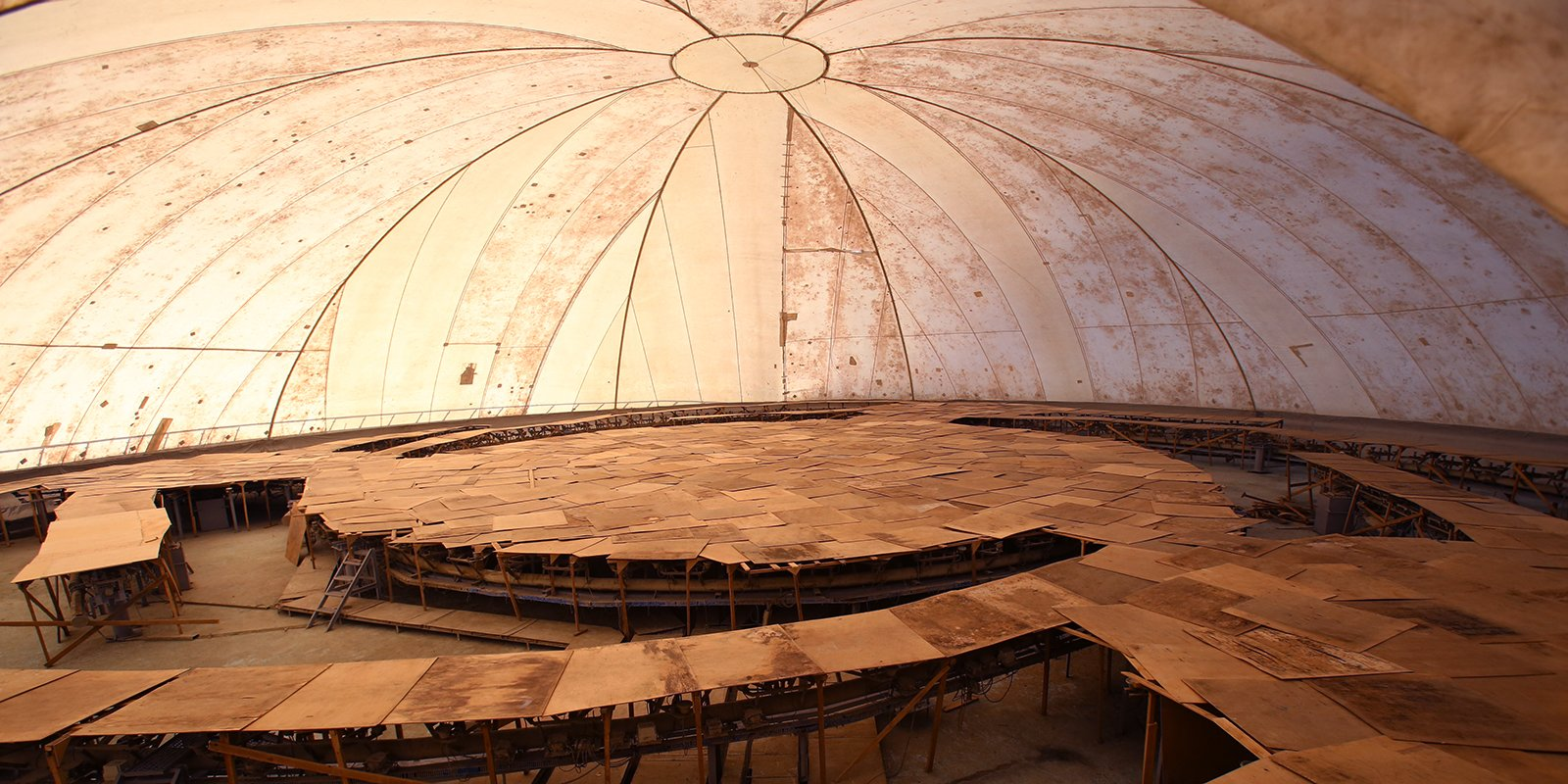
Под куполом фонтана в период консервации, 2018 год
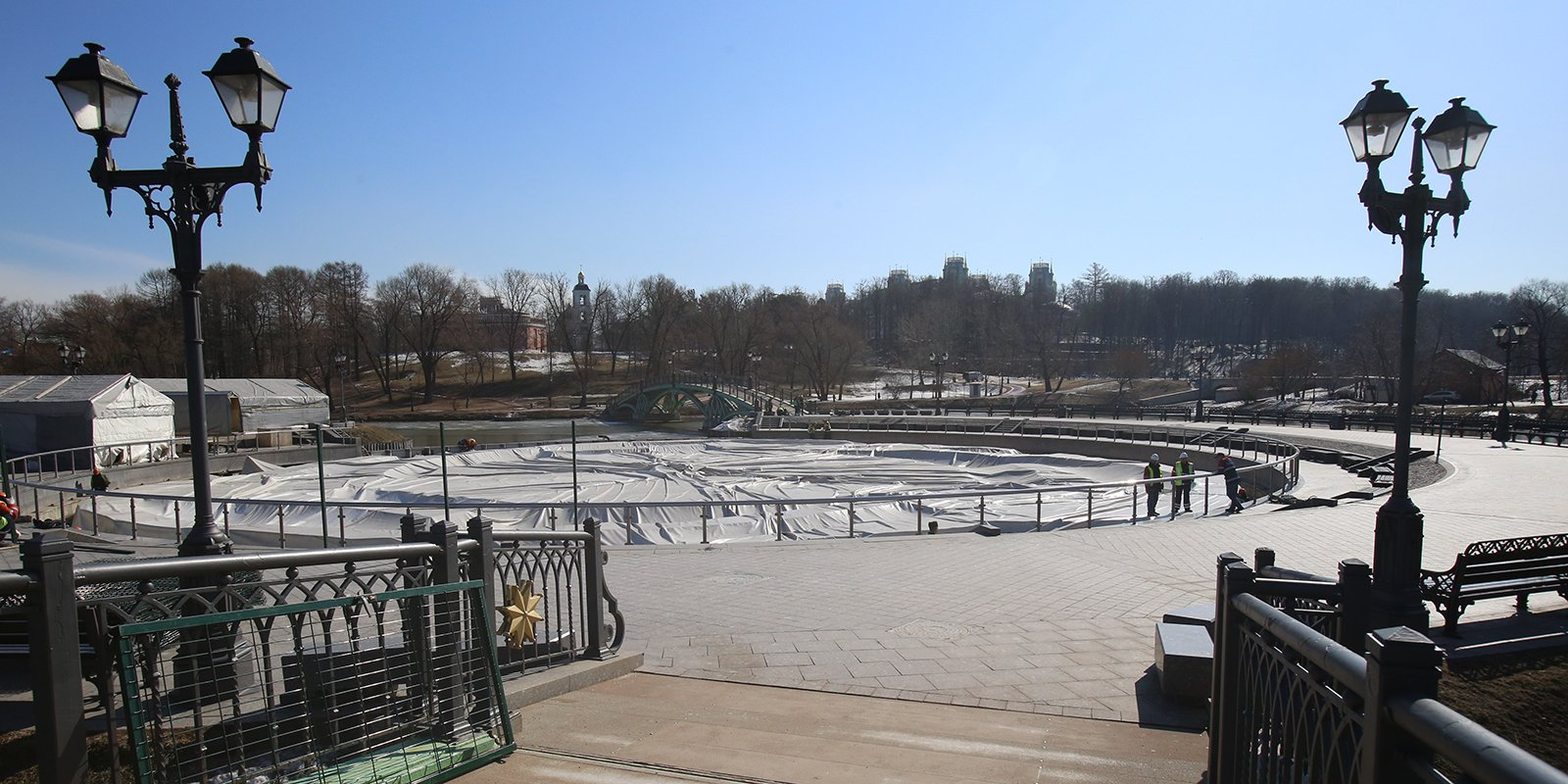
Демонтаж купола, 2018 год